# Stammham (bei Ingolstadt)
Stammham ist eine Gemeinde im oberbayerischen Landkreis Eichstätt.

## Geographie
Stammham liegt in der Region Ingolstadt (etwa zehn Kilometer nördlich der Stadt), ist aber dem Landkreis Eichstätt zugehörig.
Es gibt fünf Gemeindeteile (in Klammern ist der Siedlungstyp angegeben):
- Appertshofen (Pfarrdorf)
- Köschinger Waldhaus (Einöde)
- Neuhau (Einöde)
- Stammham (Pfarrdorf)
- Westerhofen (Kirchdorf)

Die Gemeindeteile Stammham und Westerhofen bilden mittlerweile eine geschlossene Siedlung.

## Geschichte

### Bis zur Gemeindegründung
In der Umgebung von Stammham wurden Kelten- und Römergräber gefunden. Im westlich gelegenen Wald befindet sich eine große Keltenschanze. Im Gemeindeteil Westerhofen befand sich eine römische Villa.
1296 wurde Stammham erstmals in einer Urkunde erwähnt, als Gebhard VII., der letzte Graf von Hirschberg, das Patronatsrecht der Kirche von Stammham dem Kloster Rebdorf im Hochstift Eichstätt übergab. 1326 wurde der Ort zur Pfarrei erhoben. Von der Besitzgeschichte des Ortes ist nur so viel bekannt, dass 1411 Sweiker von Gundelfingen das Dorf mit seinen Rechten an Friedrich und Kunrad Roßthaler verkaufte, die es noch im gleichen Jahr an Erhard Muggenthaler von Schloss Sandersdorf abtraten. Muggenthaler erhielt 1418 von Kaiser Siegmund die Hochgerichtsbarkeit für seinen neuen Besitz zugesprochen. 1446 kaufte Herzog Albrecht III. dieses Recht dem Jobst Muggenthaler ab. Die niederen Rechte, die noch bei Eichstätt lagen, erwarb 1478 Herzog Ludwig der Reiche von Fürstbischof Wilhelm von Reichenau. Stammham, nun endgültig dem Herzogtum Bayern einverleibt, wurde sechs Jahre später Sitz des Pfleggerichts Stammham-Etting und gehörte zum Rentamt München des Kurfürstentums. Bereits 1750 wurde eine Wasserleitung von Stammham nach Hepberg verlegt. Mit dem Gemeindeedikt von 1818 entstand die Ruralgemeinde Stammham.
Im Ersten Weltkrieg verloren 26 Männer aus Stammham und Westerhofen ihr Leben, im Zweiten Weltkrieg waren es 58. Von 1951 bis 1955 wurde die Wasserversorgung gebaut.

### Eingemeindungen
Im Jahr 1830 wurde Westerhofen nach Stammham eingemeindet. Von 1937 bis 1947 wurde eine Flurbereinigung durchgeführt; die Einwohnerzahl lag damals bei rund 850. Am 1. Mai 1978 wurde die Gemeinde Appertshofen eingegliedert.

### Einwohnerentwicklung
Zwischen 1988 und 2018 wuchs die Gemeinde von 2631 auf 4061 um 1430 Einwohner bzw. um 54,4 %.
| Jahr      | 1961 | 1970 | 1984 | 1987 | 1991 | 1995 | 2001 | 2005 | 2010 | 2015 | 2020 |
| Einwohner | 1487 | 1892 | 2402 | 2547 | 2793 | 2989 | 3385 | 3525 | 3687 | 3989 | 4119 |

## Religionen
Die katholische Pfarrei Stammham gehört dem Dekanat Pförring im Bistum Regensburg an. Der Pfarrer von Stammham ist auch zuständig für die Pfarrei Appertshofen und die Kirche in Westerhofen. Die evangelisch-lutherischen Christen gehören zur evangelisch-lutherischen Kirchengemeinde St. Johannes, deren Gemeindegebiet vom Pius-Viertel Ingolstadts bis zum Köschinger Forst reicht und die Ortschaften Etting, Wettstetten, Echenzell, Stammham und Appertshofen umfasst.

## Politik

### Gemeinderat
Der Gemeinderat hat 16 Mitglieder.
- CSU: 6 Sitze (40,66 %)
- SPD: 2 Sitze (11,61 %)
- Grüne: 2 Sitze (11,41 %)
- Unabhängige Wählerschaft: 4 Sitze (25,55 %)
- Parteilose Wähler: 2 Sitze (10,77 %)

Die Wahlbeteiligung betrug 70,27 %.
(Stand: Kommunalwahl am 15. März 2020)

### Bürgermeisterin
Erste Bürgermeisterin ist seit dem 1. Mai 2020 Maria Weber (CSU). Sie wurde mit 60,69 % der Stimmen gewählt und ist die Nachfolgerin vom Hans Meier (Unabhängige Wählerschaft), der vom 1. Mai 1990 bis 30. April 2020 Bürgermeister war und nicht mehr kandidierte.

### Steuereinnahmen
Die Gemeindesteuereinnahmen betrugen im Jahr 2013 2,35 Millionen €, davon waren 0,20 Millionen € (netto) Gewerbesteuereinnahmen.

### Wappen
| | Blasonierung: „In Blau ein schräg gestellter goldener Wurfspieß, darüber ein silbernes Gießgefäß, darunter ein silberner Delphin.“ |
| Wappenbegründung: Wurfspeer und Delphin sind Motiven des römischen Mosaikfußbodens in Westerhofen nachempfunden. | |

## Kultur und Sehenswürdigkeiten

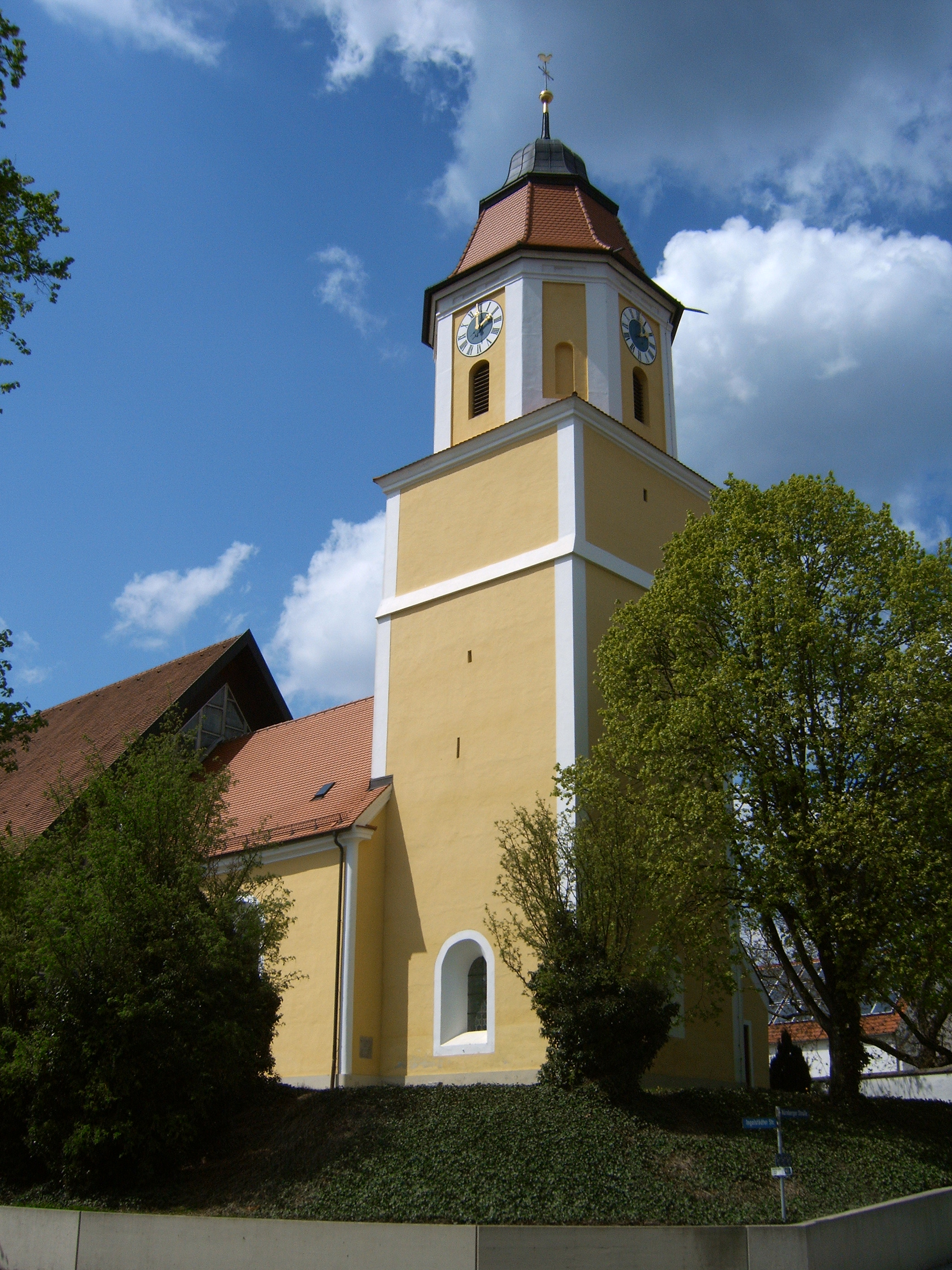
Außenansicht der Pfarrkirche St. Stephanus

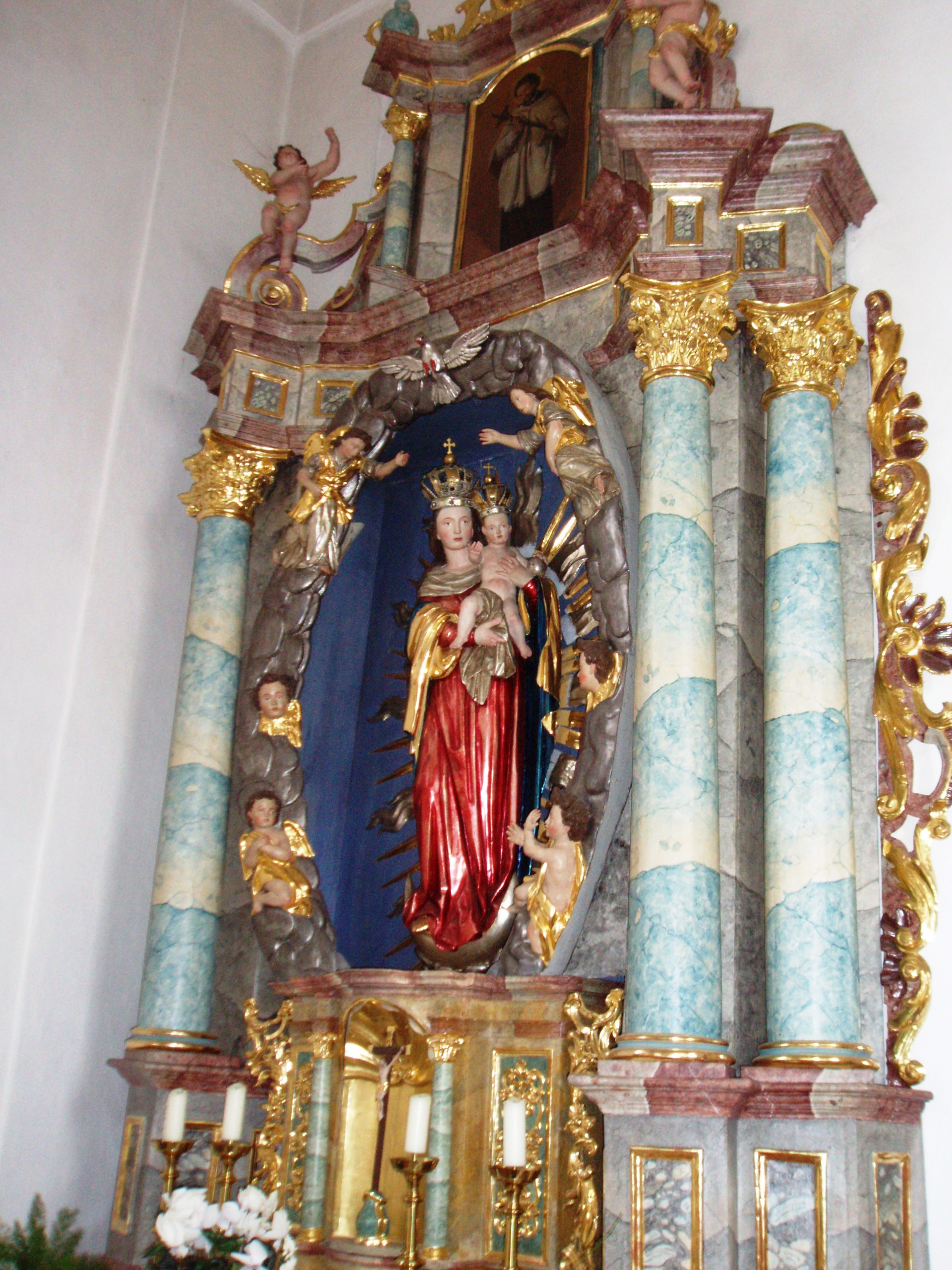
Linker Seitenaltar in St. Stephan

### Stammham
Nachdem das Augustiner-Chorherrenstift Rebdorf bei Eichstätt die Patronatsrechte für die Kirche von Stammham erhalten hatte, war 1295 erstmals von einer Kirche in „Steinheim“ die Rede. Zur Baugeschichte der mittelalterlichen Kirche gibt es keine Quellen. Nach dem Dreißigjährigen Krieg musste die Kirche 1657, 1668 und 1677 instand gesetzt werden; drei neue Altäre wurden aufgestellt. 1701 schlug ein Blitz in den Kirchturm ein, der daraufhin wiederaufgebaut werden musste. In der Barockzeit wurde die Kirche 1737–40 durch einen Neubau ersetzt, errichtet vom Ingolstädter Stadtmaurermeister Michael Anton Prunthaller (1684–1750). 1904/05 veränderte man die Altäre und stattete das Langhaus mit Stuckzier und Deckengemälden aus. Die heutige Pfarrkirche St. Stephanus, in der die Barockkirche als Chorraum integriert ist, wurde 1973–75 durch den Architekten Josef Naumann aus Regensburg erbaut; die Glasfenster fertigte Peter Recker (1913–2003) aus Eichstätt. Der Kirchturm von 1701/02 ist in seinem Unterbau gotisch geprägt und besitzt einen romanischen Kern. Der Turmabschluss stammt von Kameralbaumeister Joseph Deiglmayer.
In der integrierten alten Kirche zeigt ein Deckengemälde die Steinigung des Kirchenpatrons, die Diakonweihe, Notburga, Isidor und im Chorbogen Christus Salvator, gemalt 1903 von dem Kirchenmaler Josef Wittmann, der 1880 in Windischeschenbach geboren ist. Der Hochaltar stammt aus der Barockzeit, enthält aber gotische Plastiken von ca. 1510. Das Altarbild schuf der Ingolstädter Maler Johann Evangelist Hölzl, zwei Ovalbilder im Innern des Durchgangsbogens zwischen alter und neuer Kirche wurden 1773 von Joseph Anton Hölzl freskiert.

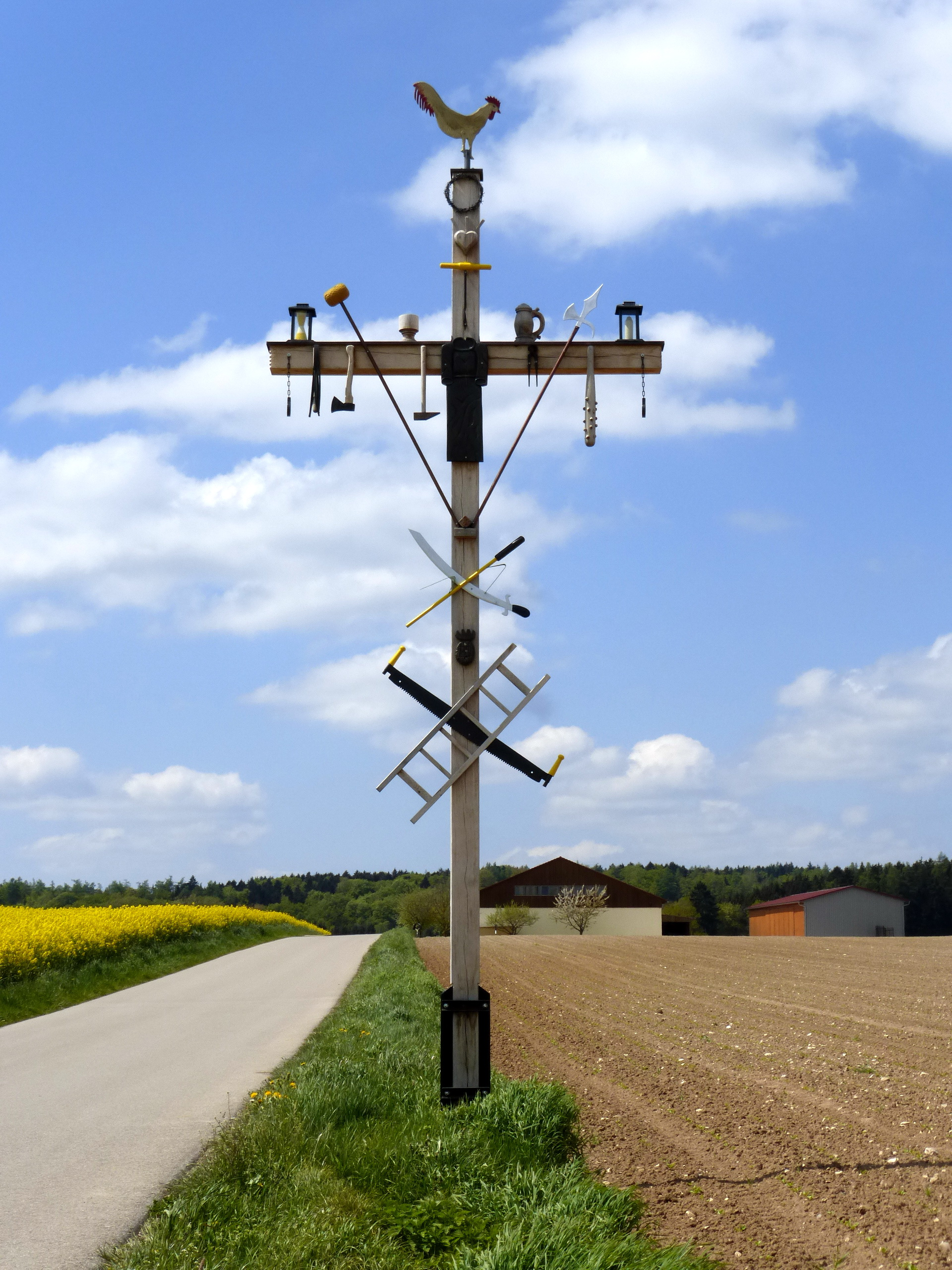
Arma-Christi-Kreuz westlich von Appertshofen

2014 fand der Heimatforscher Kurt Richter bei einer Feldbegehung in der Stammhamer Flur 33 Goldmünzen aus dem ausgehenden 13. und 14. Jahrhundert, 2016 40 Silbermünzen ebenfalls aus dem späten Mittelalter.

### Appertshofen

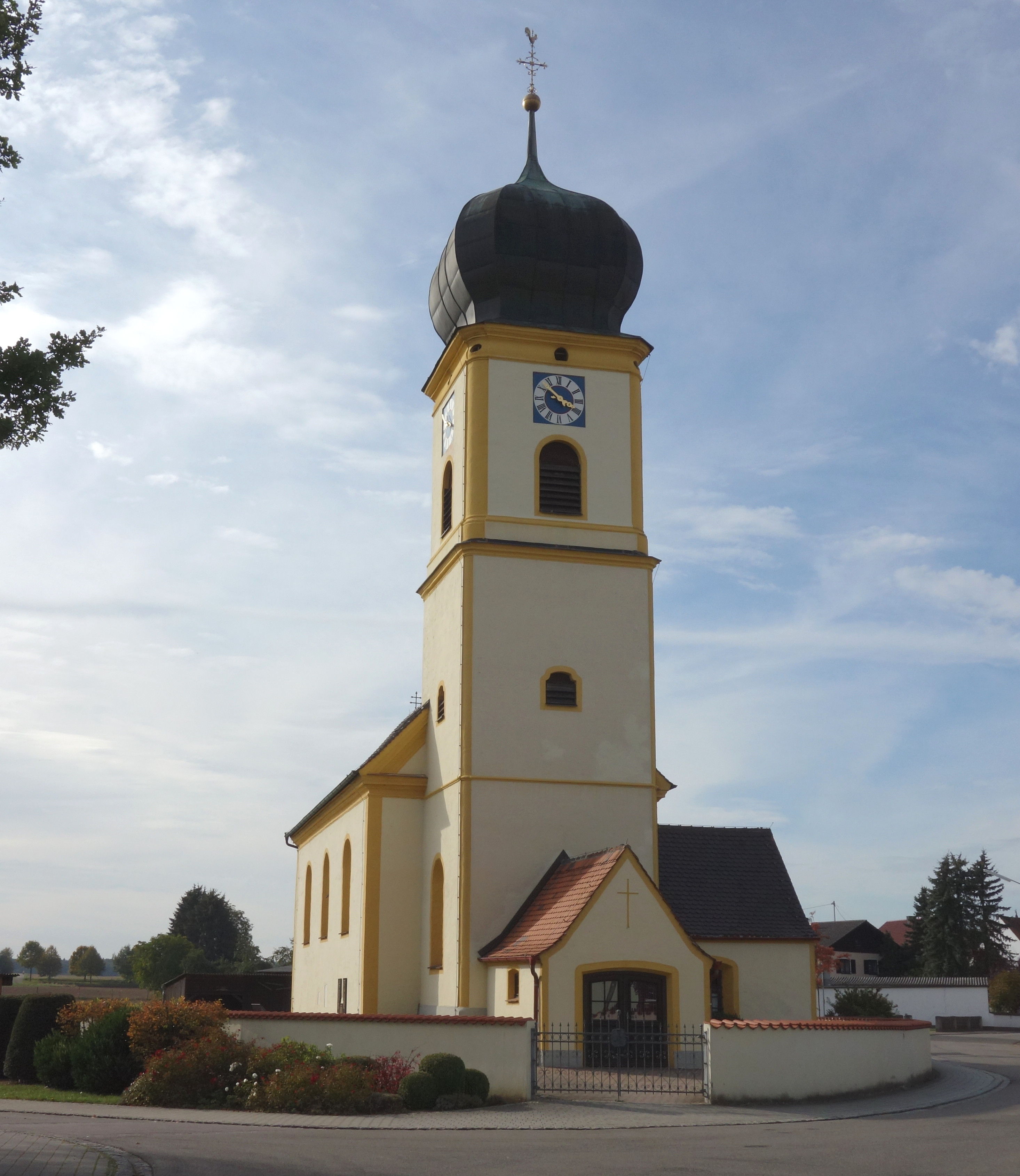
Mariä Heimsuchung in Appertshofen

Das Pfarrdorf Appertshofen liegt in einer flachen Mulde der zur Donau hin abfallenden Jurafläche und war früher wohl von einem Gewässer umgeben, denn die wohl um 1200 errichtete erste Kirche, 1350 erstmals erwähnt, war „Unser Lieben Frauen Maria am See“ geweiht. Die Kirche Mariä Heimsuchung war ab 1444 Filialkirche von Kösching und bis vor 200 Jahren eine beliebte Wallfahrtskirche; eine Quelle, die dort sprudelte, sollte bei Augenleiden helfen. 1580 brannte die Kirche ab und wurde ab 1581 wieder aufgebaut. Im Dreißigjährigen Krieg erlitt das Dorf großen Schaden und auch der Erhaltungszustand der Kirche verschlechterte sich. Der starke Bevölkerungsschwund während dieser Zeit wurde im Zuge der sich an den Westfälischen Frieden anschließenden Restrukturierung Bayerns unter Kurfürst Maximilian I. durch sesshaft gewordene fahrende Leute ausgeglichen. Auch heute noch macht sich ihr kultureller Einfluss bemerkbar. Im Jahr 1737 wurde die Kirche vom Ingolstädter Stadtmaurermeister Michael Anton Prunnthaller barock umgebaut; der barocke Hochaltar kam erst 1966 aus Hepberg nach Stammham. In der Hochaltarnische steht das gotische Gnadenbild, eine Madonna mit dem Jesuskind. Das Deckenfresko von 1720 zeigt Maria als Heil der Kranken. Die Kirche besitzt eine berühmte Barockorgel, die 1735 von dem Ingolstädter Caspar König gebaut wurde. Aus dem 18. Jahrhundert stammt ein kostbares Messgewand.
Ein altes Sprichwort lautet: „Appertshofen am See, Hitzhofen im Klee, Pettenhofen am Sand, drei Kirchen wohlbekannt.“

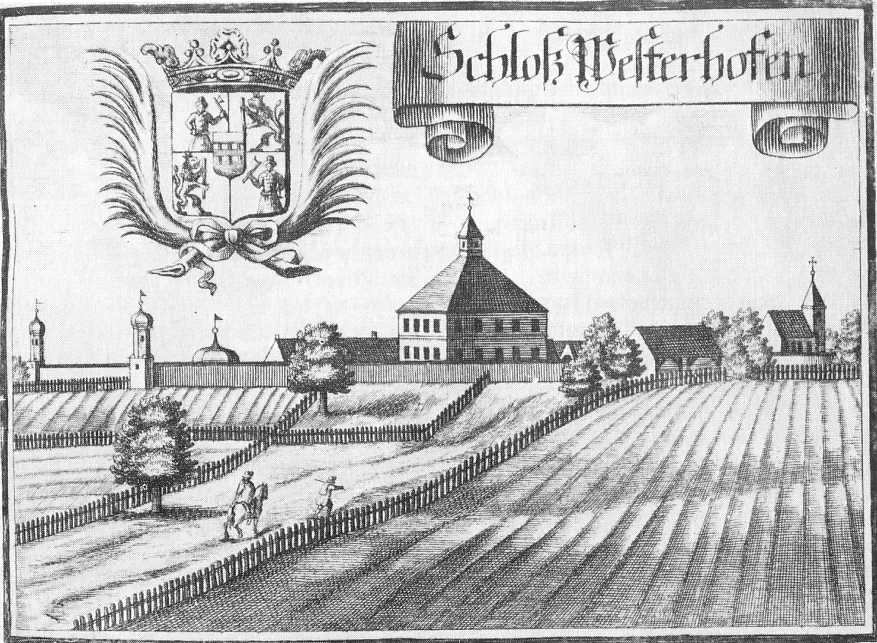
Schloss Westerhofen, wiederaufgebaut nach dem Dreißigjährigen Krieg; Kupferstich von Michael Wening, 1701

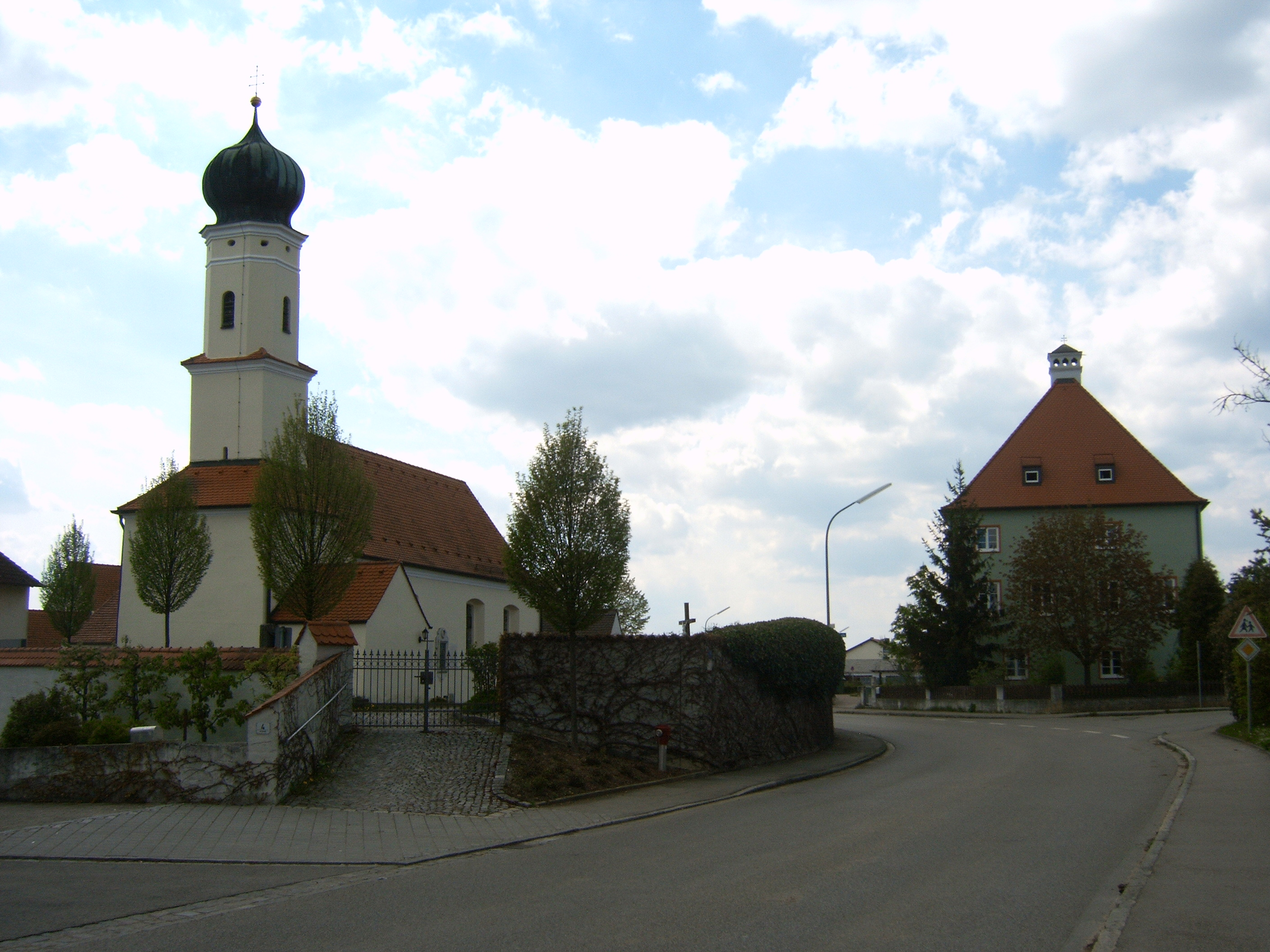
Gemeindeteil Westerhofen mit Filialkirche St. Martin und Schloss

### Westerhofen
Die frühere Hofmark Westerhofen gehörte um 1000 zur Pfarrei Kösching und wurde 1309 erstmals urkundlich erwähnt. Im 16. Jahrhundert erbaute der Edle Bartholomäus Marendl das Schloss Westerhofen, das im Dreißigjährigen Krieg 1618–48 zerstört und ab 1670 wiederaufgebaut wurde und heute als Bauernanwesen dient. 1879 erfolgte die Eingemeindung des Dorfes mit etwa 140 Einwohnern in Stammham. 1983 war die Einwohnerzahl des Kirchdorfes auf 480 angewachsen.
Der Vorgängerbau der Kirche St. Martin mit schiefem Turm war eine romanische Kirche, die 1120/30 geweiht wurde. Nach deren Zerstörung im Dreißigjährigen Krieg wurde die heutige Kirche um 1700 erbaut und 1834 nach Westen erweitert. Sie enthält eine Anna selbdritt aus dem 16. Jahrhundert.
Bei Grabungsarbeiten wurden 1856 westlich von Westerhofen die Grundmauern einer großen römischen Villa entdeckt. Das Prachtstück der Ausgrabungen ist der in der Prähistorischen Staatssammlung München ausgestellte Mosaikfußboden mit Jagdszenen und Tieren. Selbst König Maximilian II. kam 1857 nach Westerhofen, um die Fundstelle zu besichtigen.

### Vereine
In Stammham gibt es 41 Vereine und Gruppierungen aus verschiedenen Bereichen.

## Wirtschaft und Infrastruktur

### Wirtschaft einschließlich Land- und Forstwirtschaft
Im Jahr 2020 gab es nach der amtlichen Statistik im Bereich der Land- und Forstwirtschaft keine, im produzierenden Gewerbe keine und im Bereich Handel und Verkehr 77 sozialversicherungspflichtig Beschäftigte am Arbeitsort. In sonstigen Wirtschaftsbereichen waren am Arbeitsort 207 Personen sozialversicherungspflichtig beschäftigt. Sozialversicherungspflichtig Beschäftigte am Wohnort gab es insgesamt 1484. Im verarbeitenden Gewerbe gab es einen Betrieb, im Bauhauptgewerbe drei Betriebe. Zudem bestanden im Jahr 2016 16 landwirtschaftliche Betriebe mit einer landwirtschaftlich genutzten Fläche von 1232 ha, davon waren 1180 ha Ackerfläche und 52 ha Dauergrünfläche.

### Verkehr
Die Autobahn A 9 verläuft knapp östlich von Stammham und Appertshofen. Nächste Auffahrt ist Lenting (etwa fünf Kilometer südlich). Auf dem Gebiet der Gemeinde unterquert die Schnellfahrstrecke Nürnberg–Ingolstadt die Bundesautobahn 9 im Stammhamtunnel.
Es bestehen Busverbindungen des Verkehrsverbundes Großraum Ingolstadt (VGI) nach Ingolstadt, Beilngries und Eichstätt.

### Bildung
Im Jahr 2024 gibt es in Stammham vier Kindertageseinrichtungen, eine Grundschule und eine Gemeindebücherei.

## Persönlichkeiten
- Wilhelm Schönhuber (1902–1979), Jurist und Politiker (Bayernpartei, FDP)
- Wilhelm Gaßner (1906–1959), Politiker (CSU)
- Johann Kuffer (* 1947 in Appertshofen), Jurist, ehemaliger Richter am Bundesgerichtshof